# Ioana Olteanu
Ioana Olteanu, född den 25 februari 1966 i Dracsani i Rumänien, är en rumänsk roddare.
Hon tog OS-guld i åtta med styrman i samband med de olympiska roddtävlingarna 2000 i Sydney.